# José Maria Aldama Truchuelo
José Maria Aldama Truchuelo (ur. w listopadzie 1902 w Madrycie, zm. 1970) – hiszpański psychiatra i  neuropatolog.
Po ukończeniu studiów w 1923 pracował w Hospital General Servicio de Neurología, któremu szefował Sanchís Banús. Pod koniec lat 20. wyjechał do Wiednia, gdzie miał możliwość badań w Hirnforschungsabteilung des Laboratoriums der Wiener Psychiatrischen Universitätsklinik Juliusa Wagnera-Jauregga i Constantina von Economo. Tam ukończył swoją dysertację doktorską poświęconą cytoarchitektonice dziecięcej kory mózgowej.

## Wybrane prace
- Un caso de afasia verbal de Head. Arch. med. 22, ss. 241-248, 1926
- Un caso de síndrome de Frey; inter-pretación patogénica. Arch. neurobiol. 9, ss. 228-35, 1929
- Cytoarchitektonik der Großhirnrinde eines 5 jährigen und eines 1 jährigen Kindes[1]. 1930
- (tłum.) W. Russell Brain, E. B. Strauss. Recientes adquisiciones en neurología. Madrid: J. Morata, 1931.
- Los síndromes esquizofrénicos no procesales. Arch. neurob. 12, ss. 881-916, 1932